# Entrenament personal
El coaching o entrenament personal és un sistema pràctic d'exercicis i higiene personalitzat, individual i fet a mida per a ampliar el coneixement i la bona gestió dels recursos personals (competències, emocions, etc.) d'una persona. El professional que acompanya i aconsella s'anomena en anglès coach, és un professional amb un màster en coaching obtingut en algun centre adscrit a la federació internacional, coneixements superiors de filosofia i psicologia sovint complementat amb altres disciplines. Proposa exercicis pràctics i mètodes a fer en el dia a dia i en fa un seguiment, d'una manera anàloga als entrenadors personals en exercici físic.